# Lògica d'alt llindar

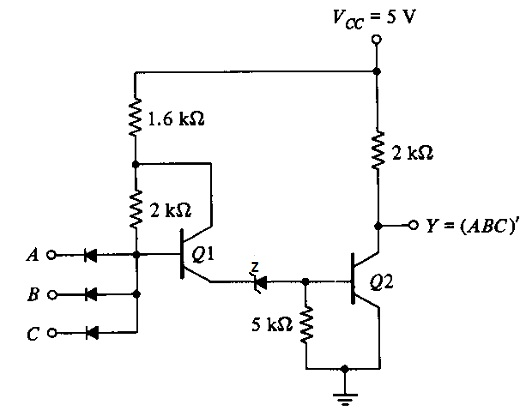
Esquema de la porta bàsica sense búfer HTL NAND de tres entrades

La lògica d'alt llindar (HTL), també coneguda com a lògica de baixa velocitat (LSL) o lògica d'alt nivell (HLL), és una variant de la lògica díode-transistor utilitzada en entorns on el soroll és molt alt.

## Funcionament
Els valors de llindar a l'entrada d'una porta lògica determinen si una entrada determinada s'interpreta com una lògica 0 o una lògica 1 (per exemple, qualsevol cosa inferior a 1V és una lògica 0 i qualsevol cosa per sobre de 3V és una lògica 1; en aquest exemple, els valors de llindar són 1V i 3V). HTL incorpora díodes Zener per crear un gran desplaçament entre la lògica 1 i lògica 0 nivells de tensió. Aquests dispositius solen funcionar amb un 15V d'alimentació i es van trobar en control industrial, on l'alt diferencial pretenia minimitzar l'efecte del soroll.

Esquema d'una porta HTL NAND de dues entrades amb buffer real FZH101A; PV = 180 mW; tpd = 175 ns.

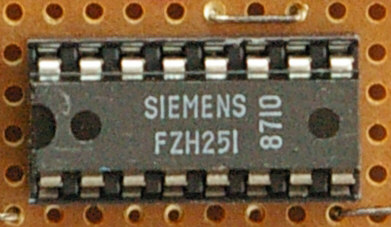
FZH251, exemple real de circuit integrat de quatre HTL AND de dues entrades.

## Avantatges
- Augment del marge de soroll.
- Valor llindar de soroll alt.

## Desavantatge
- Velocitat lenta a causa de l'augment de la tensió d'alimentació que resulta en l'ús de resistències d'alt valor.
- Alta potència extreta.

## Ús
S'utilitza àmpliament en entorns industrials, per exemple:
- Controladors lògics amb gran soroll.
- Maquinària de procés pesat.[4]